# Vaccinium villosiflorum
Vaccinium villosiflorum är en ljungväxtart som beskrevs av J.J. Smith. Vaccinium villosiflorum ingår i Blåbärssläktet, och familjen ljungväxter. Inga underarter finns listade i Catalogue of Life.